# Repubblica serbo-ungherese di Baranya-Baja
La Repubblica serbo-ungherese di Baranya-Baja fu un effimero Stato tra Ungheria e Jugoslavia nelle regioni di Baranya e la parte nord della Bačka. Esso sorse come conseguenza dell'invasione jugoslava del sud dell'Ungheria in seguito alla rivoluzione comunista di Béla Kun. Allorquando le truppe ungheresi di Miklós Horthy respinsero i romeni e ripresero il controllo dell'Ungheria, molti comunisti ungheresi si rifugiarono qui, sotto protezione del sindaco di Pécs. Il Trattato del Trianon del 4 giugno 1920 decise che la Baranya avrebbe dovuto tornare al Regno di Ungheria. Questo provocò le proteste dei comunisti ungheresi, che, in previsione dell'approssimarsi dell'effettuazione del passaggio, crearono la Repubblica serbo-ungherese di Baranya-Baja il 14 agosto 1921, sotto protezione jugoslava. Il 25 agosto, come previsto dal Trattato del Trianon, le truppe ungheresi entravano in Baranya e a Baja annettendole al Regno di Ungheria. La restante parte della Bačka (l'attuale parte occidentale della Vojvodina, con città principali Sombor, Novi Sad, Subotica) veniva annessa dalla Jugoslavia.